# Budgétisation d'un film

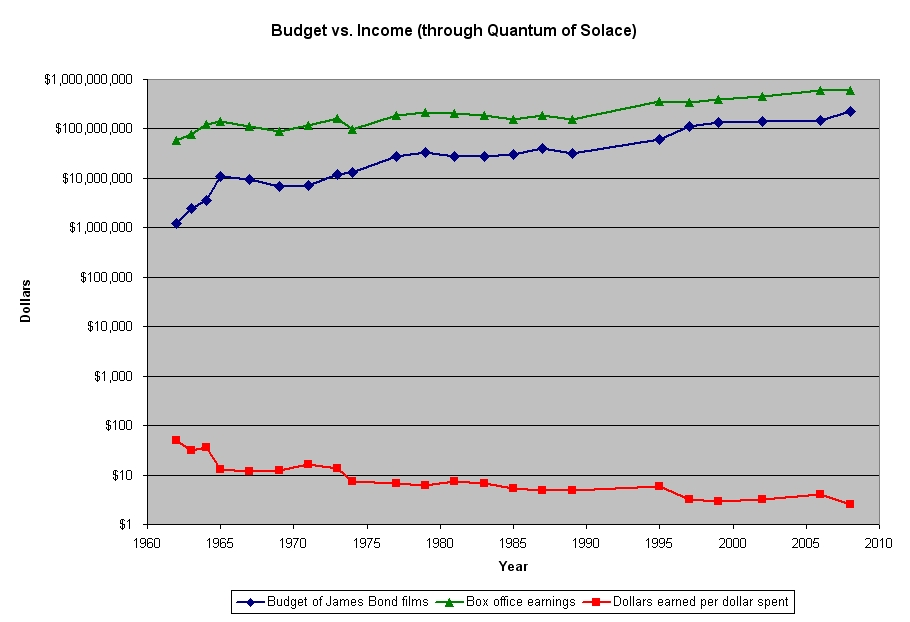
Budget et recette du film James Bond

La budgétisation (ou préparation du budget par des devis prévisionnels) d'un film se réfère au processus par lequel un producteur exécutif, et son directeur de production préparent le budget d'une production cinématographique. Ce document, qui peut comporter plus de 150 pages, est utilisé pour en développer et en
assurer le financement. Cette étape décisive accompagne toutes les étapes de la fabrication du film.